# Enchelyodontidae
Famille
Les Enchelyodontidae sont une famille de Ciliés de la classe des Gymnostomatea et de l'ordre des Haptorida.

## Étymologie
Le nom de la famille vient du genre type Enchelyodon, issu du grec εγχέλυς / enchélys, w anguille », et οδον / odon ;  ὀδούς / odoús, « dent », en référence à la brosse dorsale que porte l'organisme, pouvant faire penser à des dents.

## Description
Le genre Enchelyodon a corps en forme de flacon, allongé ou ovale. Sa partie antérieure est bombée ou présente une proéminence en forme de museau très courte, armée de trichocystes et souvent entourée de longs cils. L’ouverture buccale se trouve à l'extrémité de ce « museau ». La ciliation somatique est uniforme et complète. Très caractéristique est la présence d’une brosse dorsale formée de une à quatre cinéties dont les bases ciliaires sont souvent appariées. Le macronoyau est unique (rarement en deux parties) ; il a une forme qui varie entre arrondie et allongée. On note la présence d’une vacuole contractile postérieure.

## Liste des genres
Selon GBIF (20 décembre 2022) : aucun genre référencé
Selon The Taxonomicon (20 décembre 2022) :
- Enchelyodon Claparède & Lachmann, 1859
  - Espèce type : non spécifiée[4]
  - Genre synonyme : Lagynus Quennerstedt, 1867 [4] (Espèce type : Lagynus elegans (Engelmann, 1862) Quennerstedt, 1867[4])

Selon Foissner (2002) :
- Enchelydium Kahl, 1930
- Enchelyodon Claparède & Lachmann, 1859

## Systématique
Le nom valide de ce taxon est Enchelyodontidae Foissner et al., 2002.
Rares sont les bases de classification qui prennent en compte cette famille. Kahl en 1930 et Richard Hall, notamment, rangent le genre Enchelyodon dans la famille des Holophryidae Perty, 1852 (genre type Holophrya  Ehrb).
D'autres auteurs ont placé Enchelyodon dans la famille des Enchelyidae Ehr., 1838, puis dans celle des Trachelophyllidae Kent, 1882.